# Мошински, Элайджа
Эла́йджа Моши́нски (англ. Elijah Moshinsky, 8 января 1946 — 14 января 2021) — австралийский оперный, театральный и телевизионный режиссёр. Работал в Королевском оперном театре Ковент-Гарден, Метрополитен-опера, Королевском национальном театре, телевизионной компании Би-би-си и др.

## Биография
Элайджа Мошински родился во французском квартале Шанхая, куда его родители, русские евреи, эмигрировали из Владивостока. Когда ему было пять лет, семья переехала в Мельбурн. Мошински закончил Мельбурнский университет и в 1973 году завоевал стипендию Колледжа Св. Антония в Оксфорде, где специализировался на изучении А. Герцена.
Во время обучения в колледже Св. Антония Мошински поставил пьесу Шекспира «Как вам это понравится» в Шекспировской компании Оксфорда и Кембриджа. Когда директор театра Ковент-Гарден Джон Тули увидел эту постановку, он предложил Мошински пост продюсера по персоналу в Королевской опере.

## Работа в опере
Оперный дебют Мошински в Королевском оперном театре состоялся в 1975 году с сокращенной малобюджетной версией оперы «Питер Граймс», которая получила признание как публики, так и критиков. В дальнейшем в Ковент-Гардене Мошински поставил «Лоэнгрин», «Тангейзер», «Похождения повесы», «Макбет», «Самсона и Далилу», «Самсона», «Похищение из сераля», «Отелло», «Аттилу», «Симона Бокканегру» и «Стиффелио».
В Метрополитен-опера, наряду с «Отелло», «Самсоном и Далилой» и «Самсоном», Мошински поставил «Бал-маскарад», «Ариадну на Наксосе», «Пиковую даму», «Средство Макропулоса», «Набукко» и «Луизу Миллер».
В Английской национальной опере в 1982 году он режиссировал британскую премьеру оперы «Великий Мертвиарх», а также «Нюрнбергских мейстерзингеров» и «Проданную невесту».
Мошински создал постановку оперы «Воццек» для фестиваля в Аделаиде, «Сон в летнюю ночь» для Австралийской оперы, постановки в Париже, Женеве и Флоренции.

## Театральные работы
Работы Мошински для драматического театра включают постановки «Троил и Крессида» и «Сила привычки» Т. Бернхарда в Королевском национальном театре в 1976 году. Для других лондонских театров Мошински поставил:
- 1987 год: «Три сестры», Light Up the Sky Р. Стори
- 1989 год: «Иванов», «Много шума из ничего», Another Time
- 1991 год: мюзикл «Матадор», «Беккет» Ж. Ануя
- 1992 год: Reflected Glory Р. Харвуда
- 1993 год: «Сирано де Бержерак»
- 1999 год: «Ричард III»

В Нью-Йорке Мошински был режиссёром спектакля «Страна теней» в 1990—1991 годах.

## Работа на телевидении
Мошински создал несколько телевизионных фильмов, большей частью опер. В период с 1980 по 1985 года Мошински поставил для Би-би-си несколько телевизионных спектаклей по пьесам Шекспира: «Всё хорошо, что хорошо кончается», «Сон в летнюю ночь», «Цимбелин», «Кориолан» и «Бесплодные усилия любви». Кроме того, он создал спектакли «Привидения» по пьесе Г. Ибсена (1986), «Соперники» по пьесе Р. Шеридана (1987), трехсерийный фильм «Лесовик» по роману К. Эмиса.

## Личная жизнь
Элайджа Мошински женился в 1970 году на Рут Диттман. У них двое сыновей. Мошински с семьей жил в Лондоне.